# Život poslije smrti
Život nakon smrti ili zagrobni život uvjerenje je, da se bitan dio identiteta pojedinca nastavlja i nakon smrti njegovog fizičkog tijela. Suprotno od vjerovanja u život nakon smrti je vjerovanje u zaborav nakon smrti.
Neki sustavi vjerovanja, poput onih u abrahamskoj tradiciji, drže da mrtvi prelaze na određenu razinu postojanja nakon smrti, kako je odredio Bog, na temelju njihovih djela (ortopraksija) ili vjere tijekom života. Raj je uobičajeno vjersko, kozmološko ili transcendentno mjesto, gdje su bića poput anđela i svetaca u zajedništvu s Bogom. Prema uvjerenjima nekih religija, nebeska bića poput anđela mogu sići na zemlju, a ona na zemlji mogu ući u raj nakon smrti.
Raj se često opisuje kao najsvetije mjesto, za razliku od pakla. U mnogim vjerskim i folklornim tradicijama pakao je mjesto mučenja i kažnjavanja u zagrobnom životu. Religije s linearnom božanskom poviješću često prikazuju pakao kao vječno odredište. Druga privremena odredišta života nakon smrti uključuju čistilište i limb.
Pojam čistilišta vezan je uz Katoličku Crkvu, u kojoj svi koji umru u Božjoj milosti i prijateljstvu, ali su još uvijek nesavršeno pročišćeni, doista su sigurni u svoje vječno spasenje; ali nakon smrti prolaze pročišćavanje, kako bi postigli svetost neophodnu za odlazak u raj ili konačno pročišćenje izabranih, što je potpuno drugačije od kažnjavanja prokletih. Crkvena tradicija, pozivajući se na određene tekstove Svetog pisma, govori o "vatri pročišćenja".
Katoličko poimanje života nakon smrti uči, da se dušama sudi nakon što tijelo umre, a oni koji su pravedni i bez grijeha odlaze u raj. S druge strane, oni koji umiru u smrtnom grijehu za koji se nisu pokajali odlaze u pakao. Devedesetih godina prošlog stoljeća Katekizam Katoličke Crkve nije definirao pakao kao kaznu izrečenu grešniku, već kao grešničko samoisključivanje od Boga. Za razliku od drugih kršćanskih skupina, Katolička Crkva uči da oni koji umru u stanju milosti, ali nisu posve čisti, odlaze na mjesto zvano čistilište, gdje prolaze kroz pročišćenje kako bi ušli u raj.
U Apostolskom vjerovanju navodi se: "Vjerujem u Duha Svetoga, svetu Crkvu katoličku, općinstvo svetih, oproštenje grijeha, uskrsnuće tijela i život vječni."